# PEN/GEOS
PEN/GEOS ist eine grafische Benutzeroberfläche für mobile Geräte. Eingesetzt wurde das 16-Bit-x86-System, ein Abkömmling des PC/GEOS, Ende der 1990er-Jahre unter anderem in den Nokia Communicator 9000 und 9110.

## Geschichte
GeoWorks entwickelte in den Jahren 1992 bis 1995 auf Basis von PC/GEOS ein neues System unter der Bezeichnung PEN/GEOS zum Einsatz auf tragbaren Computern. Eine Lizenz zur zukünftigen Entwicklung und Vermarktung von PC/GEOS erwarb 1993 die Firma NewDeal.
PEN/GEOS hatte eine optional mit einem speziellen Stift bedienbare Benutzeroberfläche, war weitgehend PC/GEOS kompatibel, und setzte auf ROMDOS, einem Embedded-DOS von Datalight. Die Skalierbarkeit von PC/GEOS ermöglicht es, auf GEOS basierende grafische Benutzerschnittstellen für verschiedenste x86-kompatible Hardware und Einsatzzwecke zu entwickeln.
Als Nokia für den Communicator für den 9210 auf die Arm-Architektur setzte, geriet GeoWorks in Zugzwang, da PEN/GEOS ein x86-kompatibles und auf 16-Bit beschränktes System war.
Hektisch kaufte GeoWorks RISC-kompatible Software wie das Eden OS hinzu, nannte es GEOS-E und begann auf dessen Basis und mit der Erfahrung aus PC/GEOS und PEN/GEOS, das neue GEOS-SC, einen 32-Bit RISC-Nachfolger zu entwickeln. Nokia aber entschied sich für eine Zusammenarbeit mit Psion. Dessen Betriebssystem EPOC wurde Basis des Symbian OS. Dies bedeutete das Aus für PEN/GEOS im Nokia Communicator und begründete den Beginn des Untergangs der Firma GeoWorks.
Später konnte sie GEOS-SC für einige i-mode-Handys und für das erste GSM-fähige Smartphone mit Routenplaner, Toshiba Genio sowie das erste Mobiltelefon mit integrierter Digitalkamera Toshiba Camesse für den japanischen Markt lizenzieren lassen.

## Geräte
Tandy Z-PDA, AST GridPAD 2390, Casio Z-7000 & XL-7000Die erste PEN/GEOS-Version 1992 basierend auf PC/GEOS 2.0 wurde Betriebssystem des Tandy Z-PDA, genannt Zoomer, welche kurz nach dem ersten Apple Newton erschien. Dieser Zoomer-PDA erschien in Lizenz auch als AST GridPAD 2390 und in der meistverkauften Version als Casio Z-7000, der außerhalb der USA als Casio XL-7000 verkauft wurde. Diese Geräte waren die ersten PDAs mit einem Anschluss an die damaligen Onlinedienste Compuserve und AOL. Dieser wurde über vorinstallierte Einwahlsoftware ermöglicht. Ein wechseln in das Internet, WWW oder Gopher war mangels Software jedoch noch nicht möglich.
HP OmniGo 100 & 120GeoWorks entwickelte 1993 PEN/GEOS 2.0, ebenfalls basierend auf PC/GEOS 2.0 für den Taschencomputer HP OmniGo 100 sowie seinem Nachfolger 120, welcher mit Hintergrundbeleuchtung ausgestattet war.
Nokia Communicator 9000(i) & 9110(i)Ab 1996 kam PEN/GEOS 3.0 in den Nokia Communicator Smartphone-Modellen 9000, 9000i, 9110 und 9110i zum Einsatz und begründete den Markt der Smartphones.
Brother LW-SchreibsystemIn den Folgejahren erschien PEN/GEOS in elektronischen Brother-LW-Bildschirmschreibmaschinen mit integriertem Bürosoftwarepaket und Nike-UI-Oberfläche. Dieses in den Schreibmaschinen befindliche PEN/GEOS ist bis heute die einzige Version, welches einen vom Hersteller bereitgestellten Treiber für Handscanner inklusive dazugehöriger GEOS-Applikation besaß. In Deutschland war das mit PEN/GEOS ausgestattete LW750ic System erhältlich.
Brother GeoBookBrother brachte 1997 in Zusammenarbeit mit IBM eine Serie von Notebooks mit der Bezeichnung GeoBook auf den Markt. In den Modellen NB-60, NB-80C und PN-9100GR kam eine modifizierte PEN/GEOS Version mit Yago UI zum Einsatz. Die GeoBook Serie wurde hauptsächlich im Bildungsbereich vermarktet und war Bestandteil der „IBM Eduquest School View“-Strategie.

## Deutschsprachige Weblinks
- „Zoomer“-PDA Informationen, Fotos, Downloads und Links.
- Infos, Fotos, Downloads und Links zum Nokia Communicator 9000/9110(i).
- Infos und Fotos zur Brother Schreibsystemserie LW und den Brother GeoBook Laptops.
- Forum zu diesen Geräten.